# Fosfopanteteina
La fosfopanteteina o 4'-fosfopanteteina è il gruppo prostetico di molte proteine caratterizzate da un gruppo acilico; tra di esse figurano le proteine trasportatrici degli acili (acyl carrier proteins, ACP) delle acido grasso sintasi, le ACP delle polichetide sintasi e le peptidyl carrier proteins (PCP), così come le proteine carrier degli enzimi coinvolti nella sintesi proteica non ribosomiale. La fosfopanteteina è inoltre presente nella formiltetraidrofolato deidrogenasi.
A seguito dell'espressione di una proteina trasportatrice degli acili, la fosfopanteteina, sotto la forma 4'-fosfopanteteina, si associa a un residuo di serina tramite un legame fosfodiesterico. Questo legame è mediato da una specifica sintasi delle proteine trasportatrici degli acili, chiamata 4'-fosfopanteteinil transferasi.
La fosfopanteteina e il gruppo acile sono uniti tra loro mediante un legame covalente di tipo tioesterico.